# Bodrog (paese)
Bodrog è un comune dell'Ungheria di 475 abitanti (dati 2001) situata nella contea di Somogy, nell'Ungheria centro-occidentale.